# Nördlicher Schweinsaffe
Der Nördliche Schweinsaffe (Macaca leonina) ist eine Primatenart aus der Gattung der Makaken innerhalb der Familie der Meerkatzenverwandten (Cercopithecidae). Er ist eng mit dem Südlichen Schweinsaffen (M. nemestrina) verwandt und galt ursprünglich als Unterart seines Verwandten.

## Verbreitung

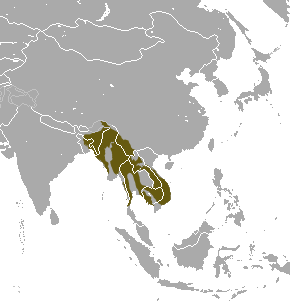
Verbreitungsgebiet des Nördlichen Schweinsaffen

Das Verbreitungsgebiet des Nördlichen Schweinsaffen liegt im festländischen Südostasien. Es beginnt im Westen in den östlich und südlich des Brahmaputra gelegenen Teilen von Nordostindien und Bangladesch und reicht über Myanmar (einschließlich des Mergui-Archipels), Thailand, Laos, Kambodscha und Vietnam bis in den Südwesten der chinesischen Provinz Yunnan und im Süden bis zu den thailändischen Provinzen Surat Thani und Krabi auf der Malaiischen Halbinsel. Innerhalb des Verbreitungsgebietes gibt es große Lücken und in Kambodscha kommt die Art nur in 5 der 24 Provinzen vor. Im Norden überlappt das Verbreitungsgebiet des Nördlichen Schweinsaffen teilweise das des Assam-Makaken (Macaca assamensis).

## Merkmale
Nördliche Schweinsaffen erreichen eine Kopfrumpflänge von 40 bis 49 (Weibchen) bzw. 50 bis 59,5 (Männchen) Zentimetern, der Schwanz ist mit 16 bis 20 (Weibchen) bzw. 18 bis 25 (Männchen) Zentimetern sehr kurz. Das Gewicht variiert von 4,4 bis 5,7 (Weibchen) bzw. 6,2 bis 9,1 (Männchen) Kilogramm. Das Fell ist auf dem Rücken und an den Körperseiten olivbraun oder gelbbraun gefärbt, wird nach hinten mehr graubraun und die Bauchseite ist weißlich. Das Kopfhaar ist kurz, ein dunkler Streifen auf der Kopfmitte reicht fast bis zwischen die Augen. Bei den Männchen sind die Haare auf den Schultern 7 bis 10 cm lang. Das Fell ausgewachsener Weibchen ist kürzer, heller und mehr gräulich als das der Männchen. Noch nicht geschlechtsreife Tiere sind noch heller und gräulicher als die Weibchen. Neugeborene sind schwarz, das Fell wird aber schon nach wenigen Monaten bräunlich. Weibliche Nördliche Schweinsaffen entwickeln in der Zeit ihrer Fruchtbarkeit eine auffallende rote Sexualschwellung, die bis zur Schwanzbasis reicht.

## Lebensraum
Nördliche Schweinsaffen leben in dichten, immergrünen tropischen und subtropischen Wäldern bis in Höhen von 2000 Metern, im Tiefland in Primär- und Sekundärregenwäldern und in trockenen von Flügelfruchtbäumen geprägten Wäldern. In Thailand und Laos wird er oft in Wäldern beobachtet, die Flussufer begleiten, im nordöstlichen Indien in Teeplantagen und in der Nähe menschlicher Siedlungen.

## Lebensweise
Er ist tagaktiv und lebt in Gruppen, die sich aus mehreren Weibchen und Männchen samt Nachwuchs zusammensetzen. Die Gruppengröße liegt bei 12 bis 40 Tieren, das Geschlechterverhältnis in Assam bei 1:5,5 (Männchen zu Weibchen). Die Territorien, die eine Gruppe beansprucht, sind etwa 80 bis 350 Hektar goß. Die Territorien benachbarter Gruppen überschneiden sich zu 25 bis 48 %. Größe Gruppen mit 50 bis 150 Exemplaren, die beobachtet wurden, setzen sich wahrscheinlich aus mehreren Gruppen zusammen, die sich vorübergehend zusammengeschlossen haben.
Im östlichen Assam wurde die Ernährung der Tiere genauer untersucht. Sie besteht zu zwei Drittel aus Früchten, außerdem werden Blätter, Samen, Stängel, Schlingpflanzen, Wurzeln, Blüten, Bambusschößlinge, Baumsäfte, Insekten und deren Larven, Termiteneier und Spinnen verzehrt. Außerdem gehen sie auf Felder und fressen dort Reis und Gemüse. Im thailändischen Khao-Yai-Nationalpark werden Touristen angebettelt um Kekse oder Früchte zu erhalten. Die Weibchen bekommen nach einer Tragzeit von 162 bis 186 Tagen ein einzelnes Jungtier. Im westlichen Thailand werden die meisten Jungen im Juni und im Dezember geboren. Nördliche Schweinsaffen wurden in Gefangenschaft über 30 Jahre alt.
Hauptsächlich aufgrund der Zerstörung ihres Lebensraums wird der Nördliche Schweinsaffe von der IUCN als gefährdet („vulnerable“) gelistet.

## Schweinsaffen und Menschen
In Thailand werden diese Primaten darauf trainiert, Kokosnüsse zu ernten. Sie sind sehr lernfähig und auch für andere Arbeiten ausgebildet.